# Catocala andromache
Catocala andromache är en fjärilsart som beskrevs av H. Edwards 1885. Catocala andromache ingår i släktet Catocala och familjen nattflyn. Inga underarter finns listade i Catalogue of Life.

## Bildgalleri

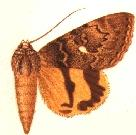